# 心跳回忆4

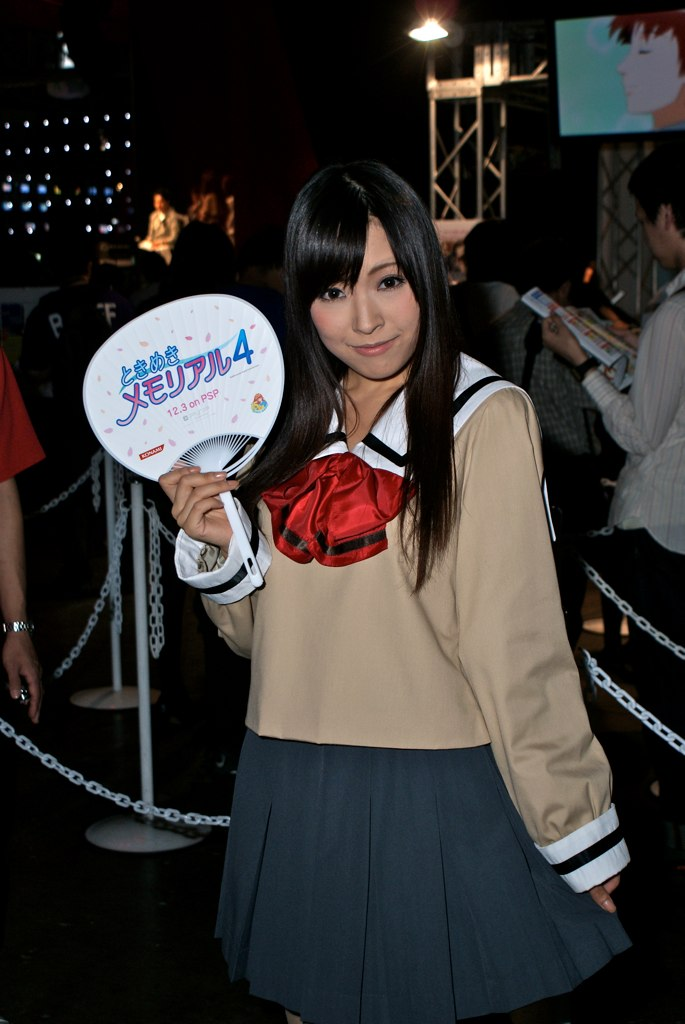
2009東京電玩展，科樂美攤位的《純愛手札4》宣傳模特兒。

《心跳回忆4》是一款由科乐美数码娱乐制作和发行的戀愛模擬遊戲，簡稱《Tokimemo 4》（ときメモ4），是《心跳回忆系列》第4作。本游戏于2009年12月3日在PlayStation Portable发行。

## 角色

### 主要角色
星川 真希
聲優：大亀 あすか
主角的同班同學兼班長，遊戲開始時座位被分到主角旁邊，進而對主角一見鍾情的少女。
個性開朗，性格溫柔，平易近人，在班上有著相當高的人氣，後來加入了學生會，並在二年級時於學生會選舉中獲勝成為新任學生會長。
對於傳說之樹的相關傳說內容她一開始並不清楚，在得知後對此也是半信半疑。
與前幾作的第一女主角不同的地方在於她在入學前與主角完全不認識，然而攻略難度卻是本作數一數二的低，對於想要攻略其他路線的玩家而言她在某方面成為了最大障礙。
戰鬥奧義為「治癒之翼」（癒しの翼），效果為完全回復HP，包括回復無法戰鬥的狀態。
生日6月1日，血型A型，身高157（一年級）、158（二年級）、159（三年級）公分，畢業後進入護士專科學校就讀。
語堂 つぐみ
聲優：矢作紗友里
戴著眼鏡，喜歡閱讀，文藝社所屬的文學少女。
由於與真希是小學就認識的好友，因此對接近真希的男性（包括主角）抱持著高度戒心，雖然身體不太好也不擅長運動，但在真希遇到麻煩時仍會挺身而出護在對方身前。
家裡經營咖啡廳，她偶爾也會在店裡幫忙，若滿足條件時可以在店裡看到她身穿女僕裝的模樣。
戰鬥奧義為「語堂禁書錄」，效果為給予敵方大量傷害，但同時也會對主角造成輕微傷害，並且會讓雙方三回合內無法行動。
生日3月2日，血型A型，身高155公分，畢業後進入文科大學就讀。
龍光寺 カイ
聲優：松浦 チエ
在學校內有著不太好的傳聞，身懷謎團的少女。
本身散發出一種生人勿近的氣場，真實身分為龍光寺財團的大小姐，由於對周遭人的期待感到厭煩的緣故而離家獨自生活。
由於崇拜著15年前的學姊，也是傳說中的女子游泳選手（1代的清川望）而加入了游泳社，但卻是個幽靈社員，只有自己想游泳的時候才會出席社團活動。
戰鬥奧義為「雙槍」（二丁拳銃），效果為用兩把槍連續射擊給予敵方大量傷害。
生日4月14日，血型A型，身高167公分，畢業後如果繼承家業則會為了學習帝王學而去美國留學，如果不繼承家業則會成為打工族。
郡山 知姬
聲優：庄司宇芽香
主角的學姊，身材高挑充滿成熟氣息的少女。
由於外型與氣質的關係在低年級的女孩子當中具有很高的人氣，隸屬於化學社，熱衷於研究健康食品。
家裡經營小餐館，同時是單親家庭，她具備了承襲自母親的優秀料理手藝，但卻常常會在送給主角的便當裡添加奇怪的藥劑。
與隱藏角色之一的水月春奈是好友。
戰鬥奧義為「混合使用危險」（まぜるな危険），效果為丟出兩個燒瓶給予敵方大量傷害。
生日7月14日，血型AB型，身高170公分，畢業後進入理科大學就讀。
柳 富美子
聲優：井口裕香
身材嬌小，個性悠閒溫柔的少女。
廣播社所屬，與轉學生エリサ交情很好，若滿足條件則能在文化祭看到兩人一同上台表現相聲的事件。
雖然個頭很小但食量卻很大，也很喜歡製作點心，然而身材卻未因此而走樣，堪稱某種不可思議。
戰鬥奧義為「嗚呼～嗯」（うふ〜ん），效果為以自身魅力將敵我雙方迷得神魂顛倒，會對雙方造成微量傷害，並且會讓雙方三回合內無法行動。
生日11月18日，血型O型，身高152（一年級）、153（二三年級）公分，畢業後以成為褓姆為目標進入短期大學就讀。
エリサ・D・鳴瀨
聲優：立野香菜子
金髮碧眼，有著一口仙台腔的少女。
遊戲中第二年會從宮城縣轉學過來，若滿足條件則會成為主角的同班同學。
雖然外表看起來像是外國人，但由於父母是在歸化日本國籍後她才出生，她從小就在日本長大，對英語也不特別擅長。
對日本文化有著強烈愛好，是劍道社社員。雖然是轉學生，卻對傳說之樹的事情相當清楚。
姓名中的エリサ・D（Elisa Dolittle）來源為「窈窕淑女」（My Fair Lady）的角色Eliza Doolittle。
戰鬥奧義為「屠熊秘劍」（秘剣熊殺し），效果為揮刀給予敵方大量傷害。
生日12月15日，血型B型，身高166公分，畢業後為了進一步學習日本文化而進入二流大學就讀。
前田 一稀
聲優：加藤英美里
相當男孩子氣，以男性第一人稱自稱的運動少女。
女子足球社社員，擅長運動。同時因為家中經營摩托車修理店，也很擅長機械方面的事物，卻對電腦與手機一竅不通。
家中是單親家庭，母親早亡，有兩個哥哥。一肩扛起家務的她也很擅長料理，給予主角的便當雖然外觀有些奇怪，味道方面卻毫無問題。
由於長年與男孩子相處，羞恥心相對較弱，被主角撞見更衣場景時反應也很平淡。
與隱藏角色之一的大倉都子是好友。
戰鬥奧義為「黃金右腳」（黄金の右），效果為給予敵方大量傷害，但也會給予主角輕微傷害。
生日1月12日，血型O型，身高153（一年級）、155（二年級）、156（三年級）公分，畢業後留在家中幫忙。
響野 里澄
聲優：花澤香菜
總是獨來獨往，喜好音樂的神祕少女。
平常會長時間戴著耳機聽音樂。在音樂方面具有天才般的才能，甚至有能力自製音樂盒與小提琴，卻不擅長其他事情，也沒有多少朋友。
雖然喜歡音樂，卻未加入吹奏樂社之類的音樂系社團，而是回家社。
名字來源為リズム（Rhythm，旋律）。
戰鬥奧義為「里澄的曲調」（里澄の調べ），效果為在給予敵方傷害的同時完全回復我方HP並且解除無法戰鬥狀態。
生日9月16日，血型AB型，身高164公分，畢業後進入藝術大學就讀。
皋月 優
聲優：滝田樹里
主角的學姊，各方面都相當優秀的少女。
成績優秀、運動萬能、外貌出眾，品行端正，並從一年級開始就擔任學生會長直到畢業為止，雖然看似完美無瑕，但卻也有著路痴這個弱點。
父親是市議員，因為這層關係而與身為龍光寺財團的大小姐的カイ從小就認識。
與1代女主角藤崎詩織是親戚關係，在許多方面都受到詩織很大的影響。她非常崇拜詩織，認為自身的一切均遠遠不及這位大學姊。
姓氏「皋月」出自「藤崎」，演化流程是「藤崎」→「紫藤花開時」→「5月左右」→「皐月」。除此之外，她在許多設定方面與藤崎詩織有相同或相似之處，例如自身品學兼優文武全才、對於伴侶的高要求、三圍的數值、部分特定事件等等。
戰鬥奧義為「流星」（メテオ），效果為召喚隕石給予敵方超絕傷害。
生日10月14日，血型A型，身高159公分，畢業後進入一流大學就讀。
大倉 都子
聲優：福圓美里
主角的青梅竹馬兼鄰居，同時也是一手掌控主角高中三年財政大權的少女。
與主角從小學時就認識，對主角而言宛如孽緣般的存在，一開始的定位與1代的早乙女好雄一樣是負責提供女孩子情報給主角的角色，然而如果滿足條件亦能轉變為可攻略對象。
高中三年在成績與運動方面都處在一個不上不下、正好在中間的狀態，但在料理方面相當擅長。
由於父母是在傳說之樹下結為連理，從父母那邊得知了完整的傳說之樹情報，也是本作少數瞭解相關傳說內容的女性角色之一。
在攻略過程中會因為某原因而黑化，髮型也會從馬尾變成披頭散髮，個性與BGM也會因此大幅改變，但在解開心結後會再次變化，髮型也會變成高馬尾。在BGM變化這點她是全系列繼2代的八重花櫻梨後第二個有此待遇的角色。
與其他女性角色不同的地方是她完全不會受到炸彈爆炸的影響，無論引爆多少炸彈也不會讓她的好感度下降。
由於本身設定與劇情方面過於出眾的關係，在人氣方面她完全輾壓了官方設定的兩大女主角星川真希與皋月優，同時也是全部角色中唯一在官方網站擁有隱藏桌布的角色。
戰鬥奧義為「Stand By Me」（スタンドバイミー），效果為召喚出她平常掛在書包上的兔子給予敵方大量傷害。
生日5月13日，血型O型，身高165公分，畢業後進入二流大學就讀。
七河 瑠依
聲優：水橋 かおり
正志的雙胞胎姊姊，就讀2代舞台ひびきの高中的少女。
本作隱藏角色之一，在滿足條件後她會偽裝成自己的弟弟正志來學校上課，正志則會趁機翹課，然而雙方身高差距超過10公分卻能瞞過眾人這點卻是個謎團。
個性開朗，充滿活力，同時也是個重度阿宅，熱愛ACG，會自己製作同人誌，也會跑去女僕咖啡廳打工，在遊戲中許多台詞也會出現致敬其他作品的句子。
在她的結局畫面，背景中可以看到2代的隱藏角色九段下舞佳。
戰鬥奧義為「科樂美指令」（コナミコマンド），效果為召喚出大蛇給予敵方大量傷害，但此奧義第一次發動時會試圖召喚正志，第二次會試圖召喚老爸，第三次之後才會出現大蛇。
生日2月2日，血型B型，身高169公分，畢業後進入三流大學就讀。
水月 春奈
聲優：菊地 ゆうみ
主角的學妹，就讀於同校夜間部的少女。
本作隱藏角色之一，在滿足條件後可以與她以交換日記的方式聯絡，當時她自稱「ハル」。
雖然要到結局才能看見她真正的模樣，但滿足特定條件後可以看到她的自畫像，然而自畫像的內容則會因為主角能力不同而有所差異。
因為不會參與戰鬥所以沒有戰鬥奧義。
生日11月9日，血型A型，身高150公分，在主角畢業後為了成為糕點師而繼續在甜品店打工同時在夜校上學。

## 外部連結
- 官方网站（日語）